# Basconcillos del Tozo
Basconcillos del Tozo ist ein Ort und eine aus mehreren Weilern (pedanías) und Einzelhöfen (fincas) bestehende Gemeinde (municipio) mit insgesamt nur noch 294 Einwohnern (Stand: 2024) im Norden der Provinz Burgos in der Autonomen Gemeinschaft Kastilien und León.

## Lage und Klima
Der Ort Basconcillos del Tozo liegt in den südlichen Ausläufern des Kantabrischen Gebirges gut 53 km (Fahrtstrecke) nordwestlich der Provinzhauptstadt Burgos in einer Höhe von ca. 910 m. Das Klima ist gemäßigt bis warm; Regen (ca. 720 mm/Jahr) fällt übers Jahr verteilt.

## Bevölkerungsentwicklung
| Jahr      | 1857 | 1900  | 1950  | 2000 | 2017 |
| Einwohner | 910  | 1.147 | 1.344 | 373  | 295  |

Die Mechanisierung der Landwirtschaft und die Aufgabe bäuerlicher Kleinbetriebe haben seit den 1950er Jahren zu einem Mangel an Arbeitsplätzen und zu einer Abwanderung eines Großteils der Bevölkerung in die Städte geführt (Landflucht). Zur Gemeinde gehören auch die nur noch etwa 10 bis 30 Einwohner zählenden Weiler (pedanías) Arcellares, Barrio Panizares, Fuente Úrbel, Hoyos del Tozo, La Piedra, Prádanos del Tozo, La Rad, San Mamés de Abar, Santa Cruz del Tozo, Talamillo del Tozo und Trasahedo.

## Wirtschaft
Die Region ist seit Jahrhunderten nahezu ausschließlich von der hauptsächlich zum Zwecke der Selbstversorgung betriebenen Landwirtschaft geprägt; große Bedeutung hat die Viehzucht. Der Tourismus (Vermietung von Ferienwohnungen) spielt eine immer wichtiger werdende Rolle.

## Geschichte
Funde aus keltischer, römischer, westgotischer und selbst aus islamisch-maurischer Zeit wurden auf dem Gemeindegebiet bislang nicht gemacht. Obwohl die erste urkundliche Erwähnung des Ortsnamens erst aus dem Jahr 1511 stammt, nimmt man an, dass die Gründung des Ortes sowie die der anderen Dörfer in der Umgebung auf das Betreiben des zweiten Grafen Kastiliens, Diego Rodríguez Porcelos (reg. 873–885), zurückgeht, der sich – nach der Zurückdrängung der Mauren – stark um die Wiederbesiedlung (repoblación) der Gegend bemühte.

## Sehenswürdigkeiten
Basconcillos del Tozo

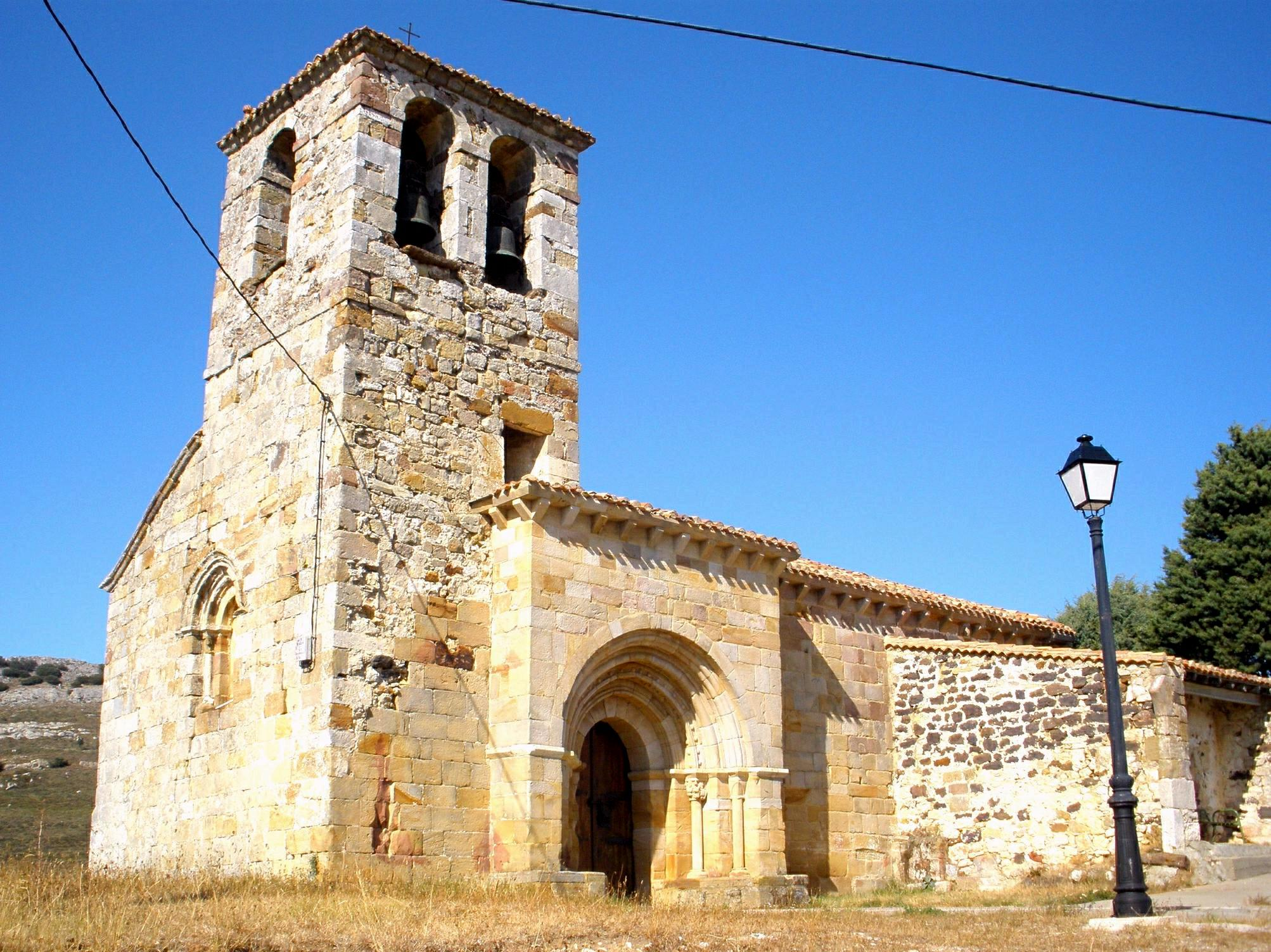
Basconcillos del Tozo – Kirche

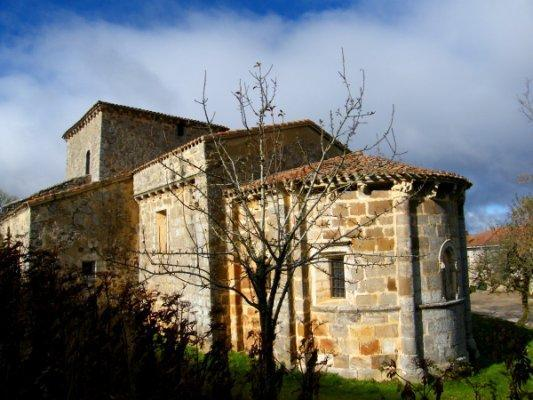
Fuente Úrbel – Kirche

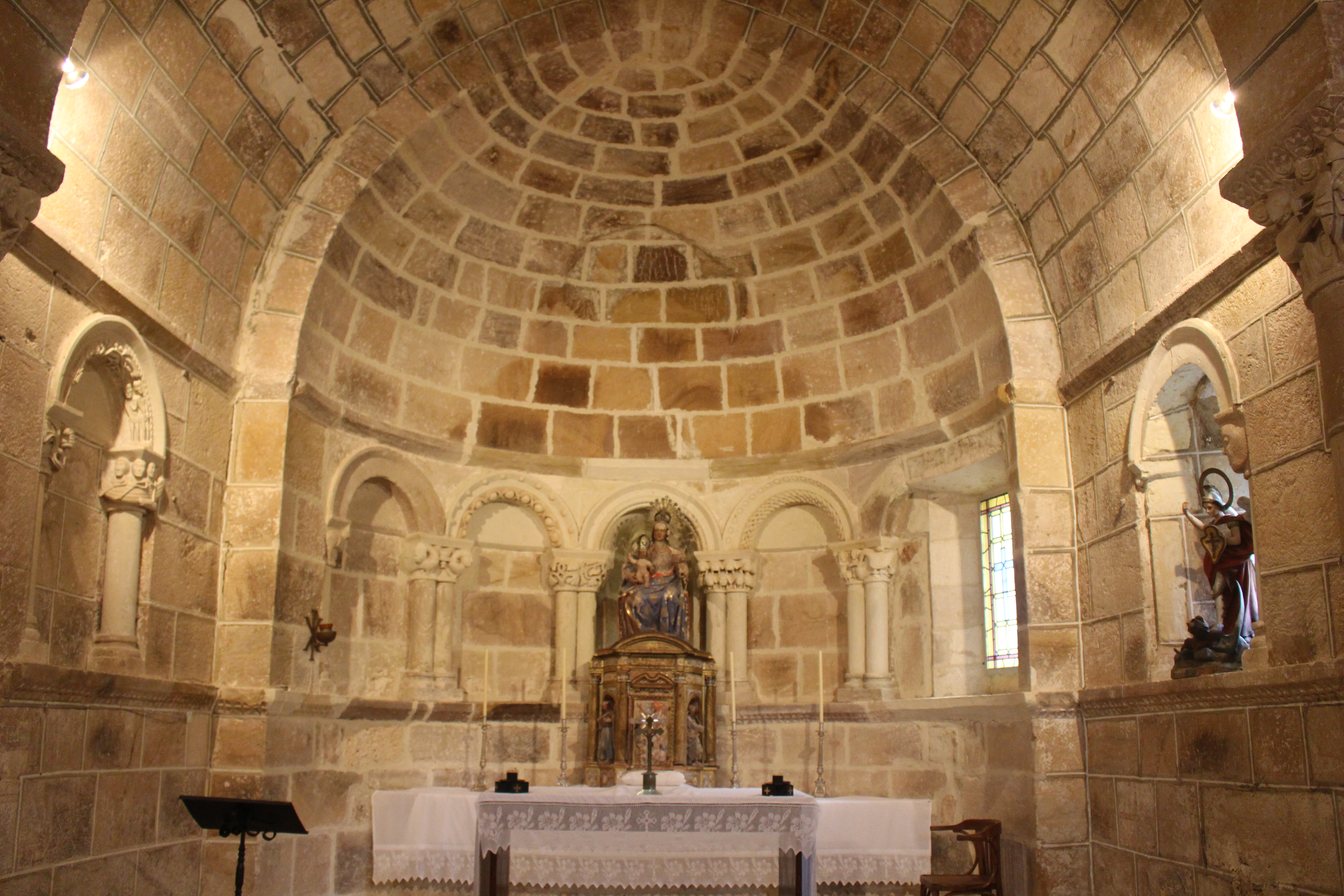
Fuente Úrbel – Apsis

- Die romanische Iglesia de San Cosme y San Damian stammt aus dem 12. Jahrhundert. Das auf der Südseite befindliche Archivoltenportal springt leicht aus der Mauerflucht hervor; einer der Bögen zeigt ein Kugelstabdekor. Das Kirchenschiff und die flachschließende Apsis sind tonnengewölbt. In der Apsis finden sich spätmittelalterliche Freskenreste, darunter die Darstellungen eines Jüngsten Gerichts und ein Abendmahl. Ein barockes Altarretabel (retablo) steht im Westen der Kirche.

Arcellares
- Die im Wesentlichen gotische Iglesia de San Esteban Protomártir verfügt über ein romanisches Südportal; das Innere zeigt spätgotische Rippengewölbe.

Fuente Úrbel
- Die aus exakt behauenen Steinen erbaute romanische Apsis der kleinen Dorfkirche ist vor allem im Innern außergewöhnlich reich gestaltet.

Hoyos de Tozo
- Die romanische Iglesia de la Santa Cruz ist aus Bruchsteinen gemauert und verfügt über einen später hinzugefügten oder erneuerten Glockengiebel (espadaña) und eine Südvorhalle. Das Portal ist im Scheitel leicht angespitzt und präsentiert Archivolten mit geometrischem Dekor.

La Piedra
- Die Apsis der später größtenteils neugebauten Kirche Santa María zeigt entwickelte romanische Stilformen.

Pradanos del Tozo
- Die romanische Iglesia de San Martín wurde später um eine Südvorhalle erweitert. Auch der Glockenturm (campanario) dürfte aus späterer Zeit sein.

San Mamés de Abar
- Die aus exakt behauenen Steinen errichtete und dem hl. Mamas von Kappadokien geweihte Kirche ist ein Bau des 15. oder 16. Jahrhunderts. Neben dem Glockenturm befindet sich ein polygonal gebrochener Treppenturm.

Talamillo del Tozo
- Die Iglesia de Nuestra Señora de la Asunción ist der Himmelfahrt Mariens geweiht. Die Apsis ist romanischen Ursprungs; andere Bauteile sind später erneuert worden.

Trasahedo
- Die Iglesia de Santa Marina verfügt über eine beinahe wehrhaft wirkenden Glockengiebel.

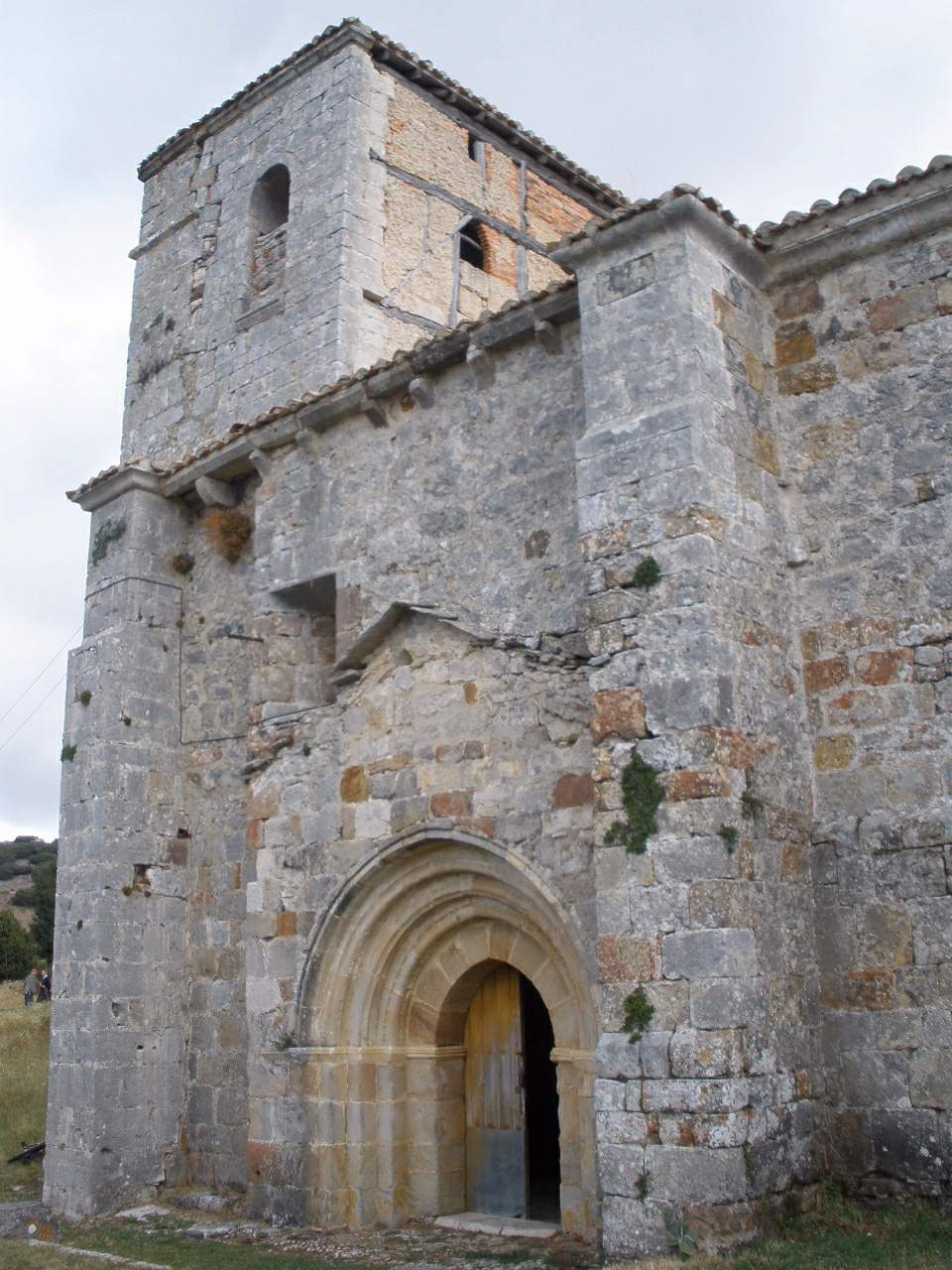
Arcellares
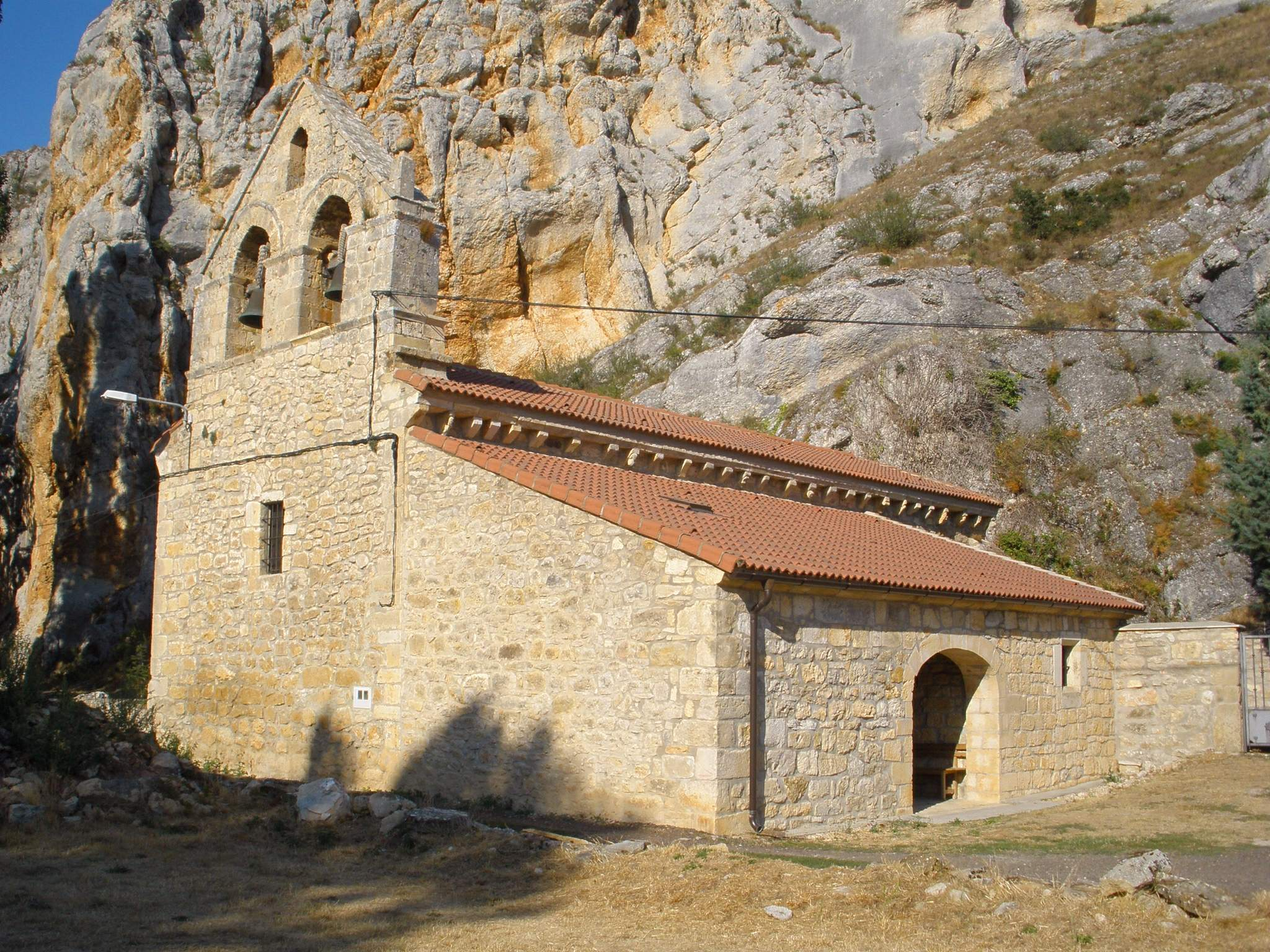
Hoyos del Tozo
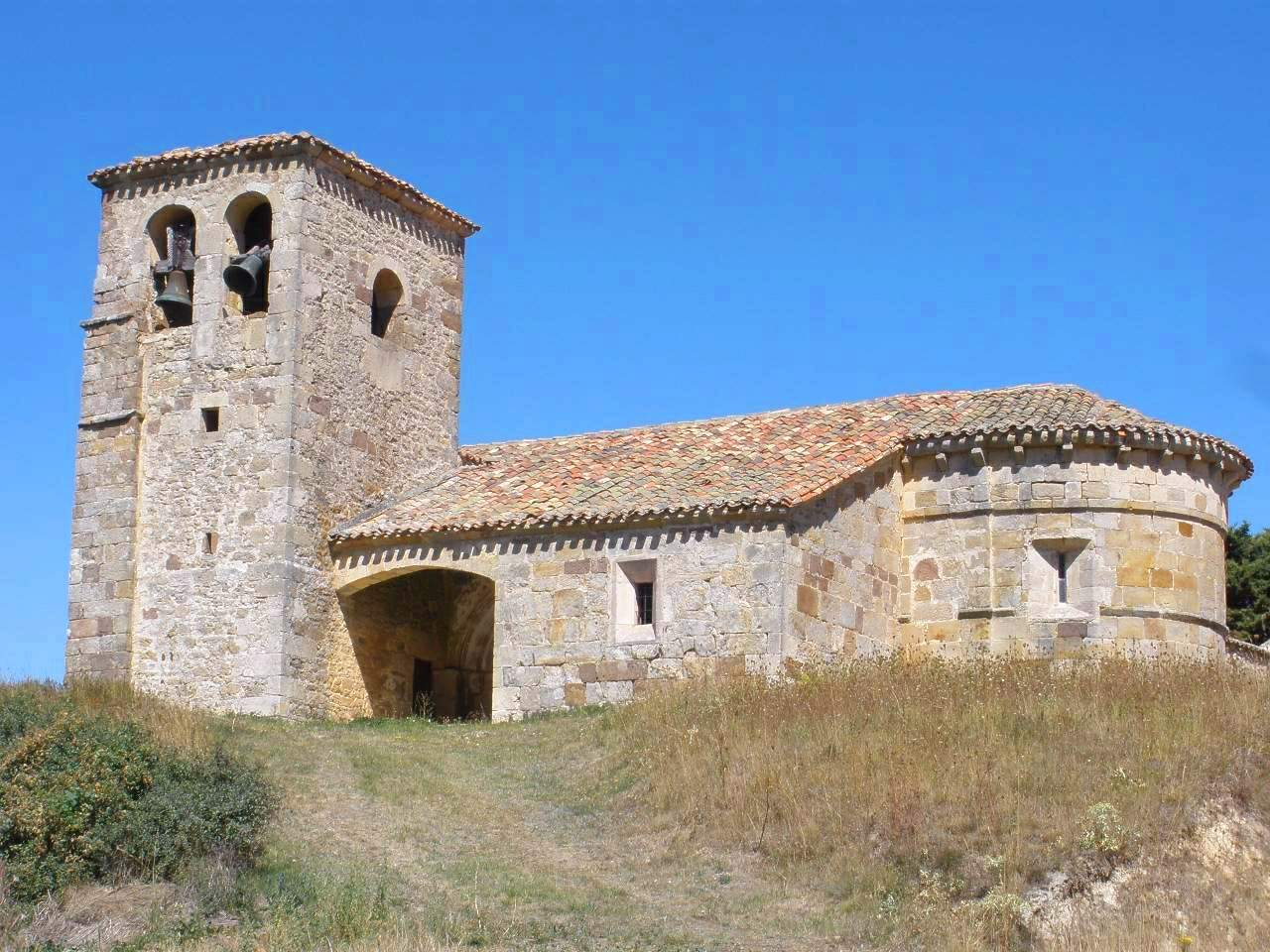
Pradanos del Tozo
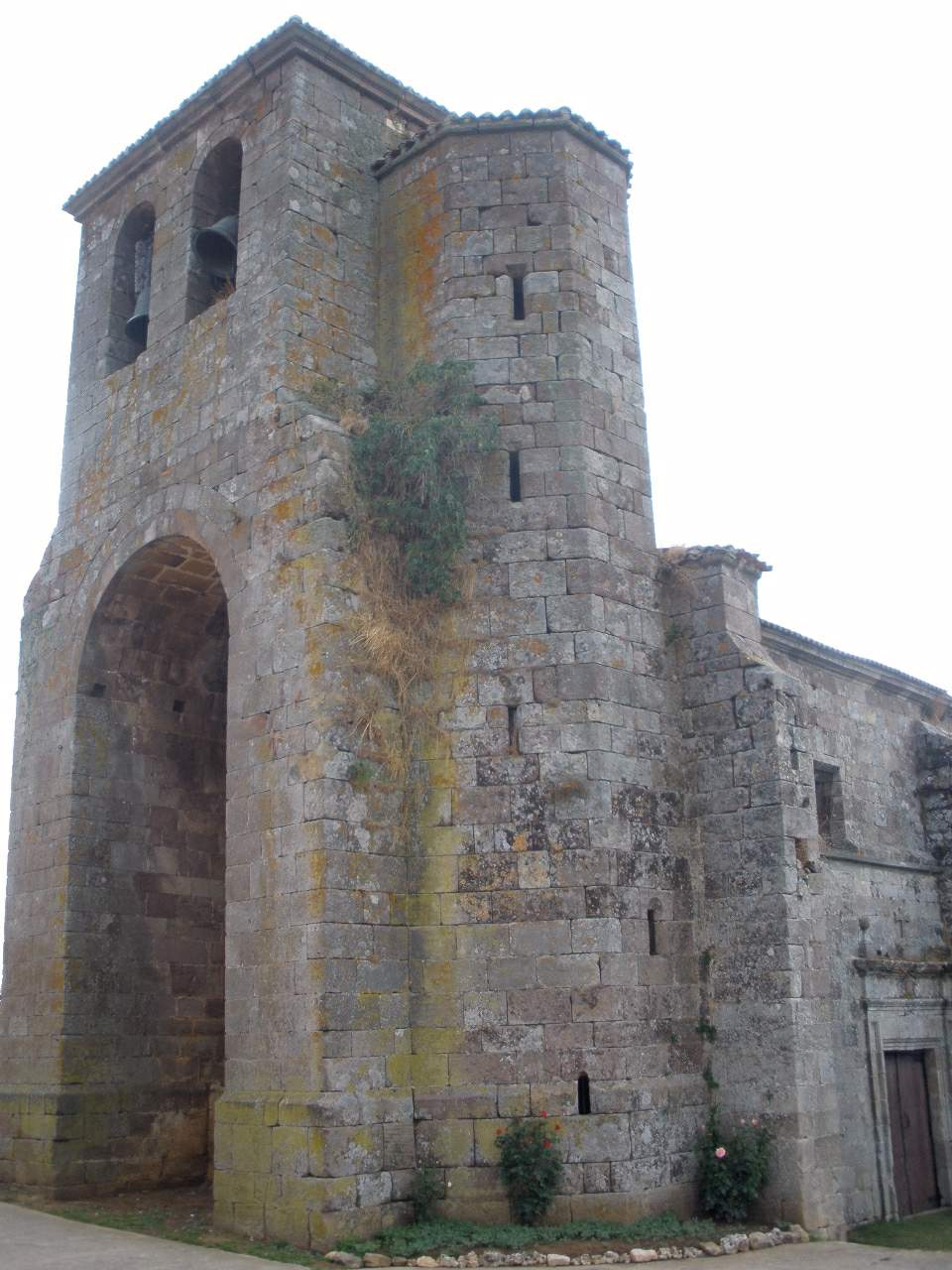
San Mamés de Abar
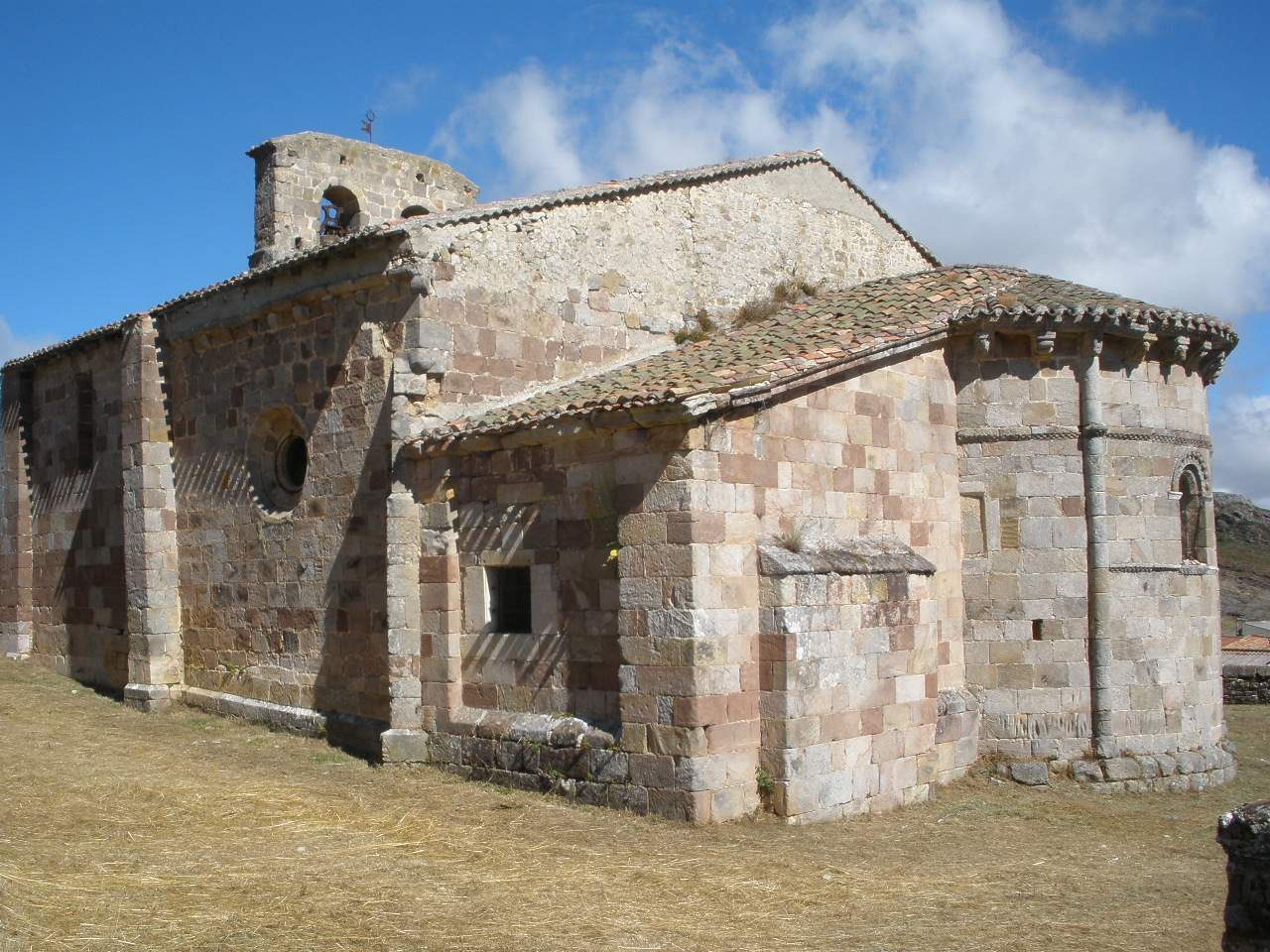
Talamillo del Tozo
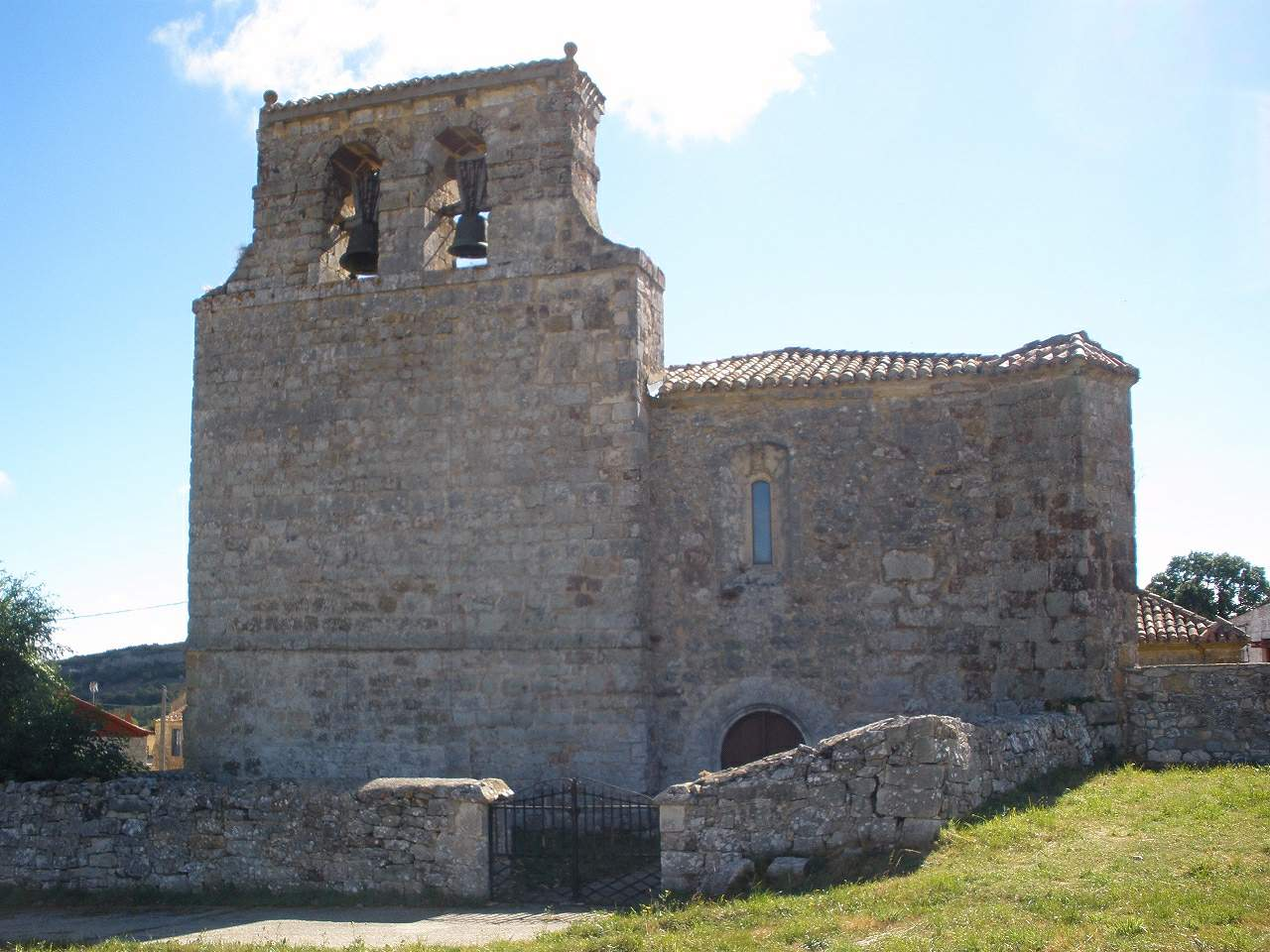
Trasahedo